# Paramount Building
Paramount Building, également connu sous le nom de 1501 Broadway est un immeuble de la société 33-story. D'une hauteur de 131,5 mètres (431 pieds), il se situe dans le quartier de Times Square, dans l'arrondissement de Manhattan à New York. L'immeuble abritait dans ses murs le célèbre Paramount Theatre, la propre salle de cinéma de la société, mais il fut fermé en 1964 et a été détruit en 1967. La structure est classée 360e parmi les plus hauts bâtiments de la ville de New York.

## Histoire
Paramount Pictures, une des principales sociétés de cinéma des années 1920, construit son quartier général au 1501 Broadway incluant une salle de cinéma, le Paramount Theatre, rattaché à sa filiale United Paramount Theatres. La construction dura un an, de 1926 à 1927 pour un coût de 13,5 million de dollars. Le président de Paramount Pictures Adolph Zukor obtint un rôle de contrôle dans la chaîne de salles de cinéma Balaban & Katz basée à Chicago et, de ce fait, il obtint les services de Sam Katz qui devint le chef de la salle de cinéma de la Paramount. Balaban & Katz a longuement travaillé avec la société architecturale Rapp and Rapp qui a dessiné de nombreuses salles de cinéma pour Balaban & Katz dont le célèbre Chicago Theatre en 1921. Ces derniers ont embauché la société pour dessiner leur toute nouvelle salle de Manhattan et leur nouvelle tour de bureaux.
Les frères Rapp ont dessiné les plans d'une tour de bureaux dans le style Art déco pour la société 33-Story ainsi qu'une salle de style néo-Renaissance située juste dernière.
Le Paramount Building est très connu pour sa forme pyramidale, ses quatre faces larges, son horloge visible sur les quatre faces ainsi que son globe lumineux au sommet. Au début de la Seconde Guerre mondiale, le globe et l'horloge étaient peints en noir afin de maintenir les conditions d'un black-out par peur d'une invasion ennemie. En 1988, la Commission de conservation des monuments de la ville de New York (New York City Landmarks Preservation Landmark) a attribué le statut de monument au Paramount Building. Le globe et l'horloge ont été conservés et restaurées en 1996 tandis que la salle de spectacle est en cours de reconstruction à l'automne 2017.

## Architecture

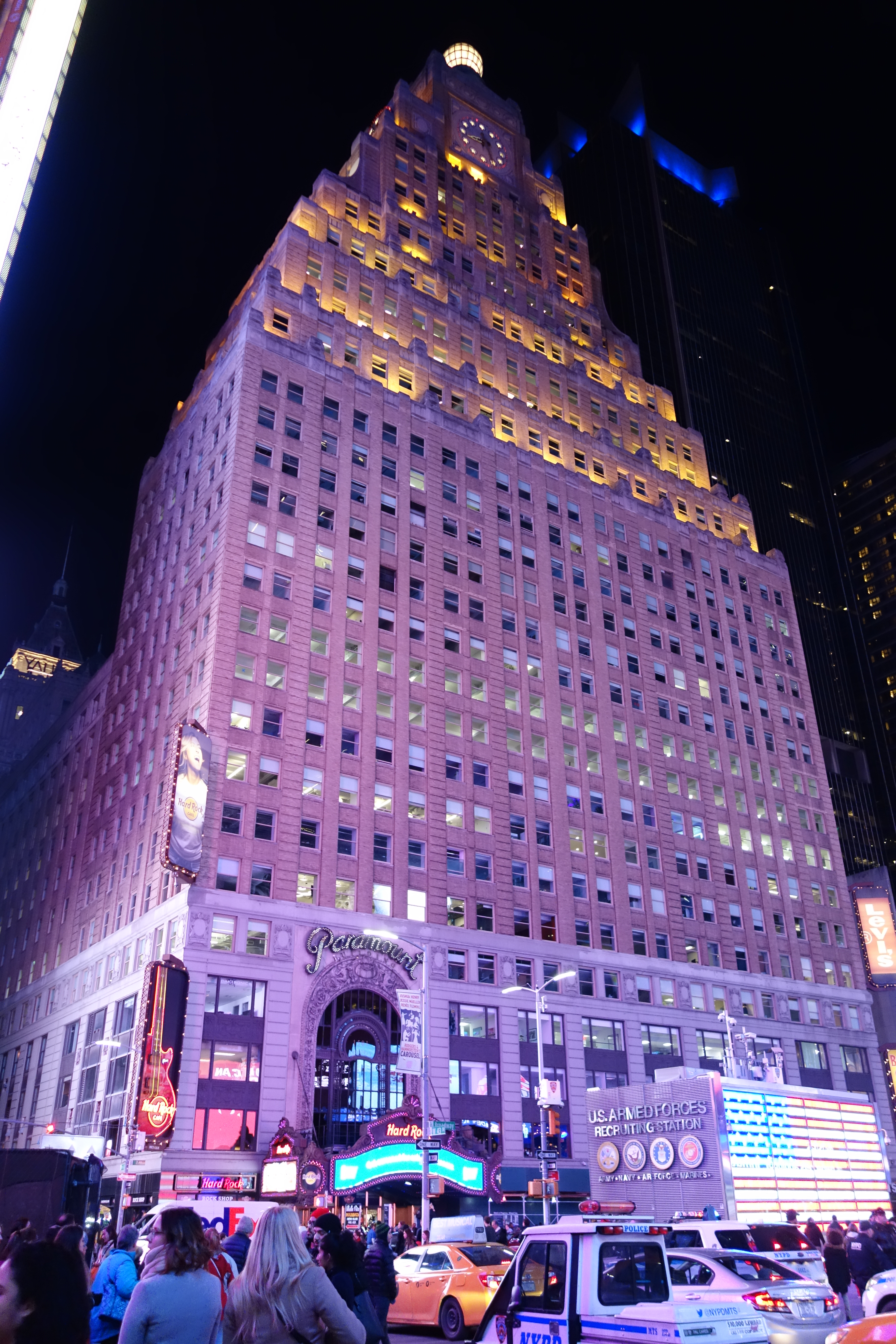
Le Paramount Building de nuit.

Les plafonds étaient des fresques et des dorures, et les garde-corps étaient faits à base de laiton. Il y avait des statues grecques et des bustes sculptés dans toutes les niches et les toilettes et salles d'attente étaient faites dans un style rappelant les cathédrales. L'éclairage du hall de l'entrée principale était un énorme chandelier de cristal. La salle de cinéma, qui présentait 3 664 sièges, était située à l'arrière de l'immeuble et servait de produit-phare à la compagnie où les films faisaient leur première sortie publique.
L'entrée de ce cinéma, sur le devant de l'immeuble côté Broadway, s'étale sur cinq étages avec une arche complexe et sculptée. Une longue galerie passait par cette arche sous les bureaux pour rejoindre la salle de projection proprement dite qui s'étendait jusqu'au milieu du pâté de maisons entre la 43e et la 44e rue. La structure comprenait un long hall partant de l'extrémité sud ouvert sur l'auditorium face à la scène jusqu'à l'extrémité nord. Le hall fut inspiré de l'Opéra Garnier (Paris) avec ses colonnes de marbre blanc, ses balustrades et un escalier en "bras ouverts". À l'intérieur de l'auditorium, les rideaux étaient en velours rouge et les tapis étaient assortis du même rouge. On pouvait également voir un orchestre émerger depuis le sous-sol jusqu'au niveau de la scène pour les besoins de la projection. 
La salle s'était également équipée dès 1926, d'un orgue de cinéma Wurlitzer (4 claviers, 36 rangs), doté de 2 consoles. L'instrument fut rendu célèbre par les organistes Jesse et Helen Crawford, qui s'y produisirent de 1926 à 1933. 
Sans oublier l'existence d'un deuxième orgue Wurlitzer (4 claviers, 21 rangs), offert à Jesse Crawford par la Manufacture Wurlitzer, afin d'être installé dans les studios d'enregistrement au 9ème étage du Paramount Building. L'orgue était également doté de 2 consoles, il fut entendu sur les ondes durant de longues années.

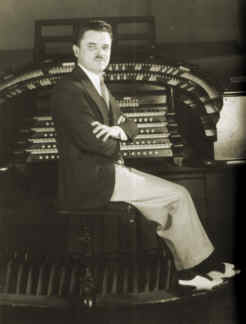
Jesse Crawford à la console de l'orgue Wurlitzer du Studio d'enregistrement.

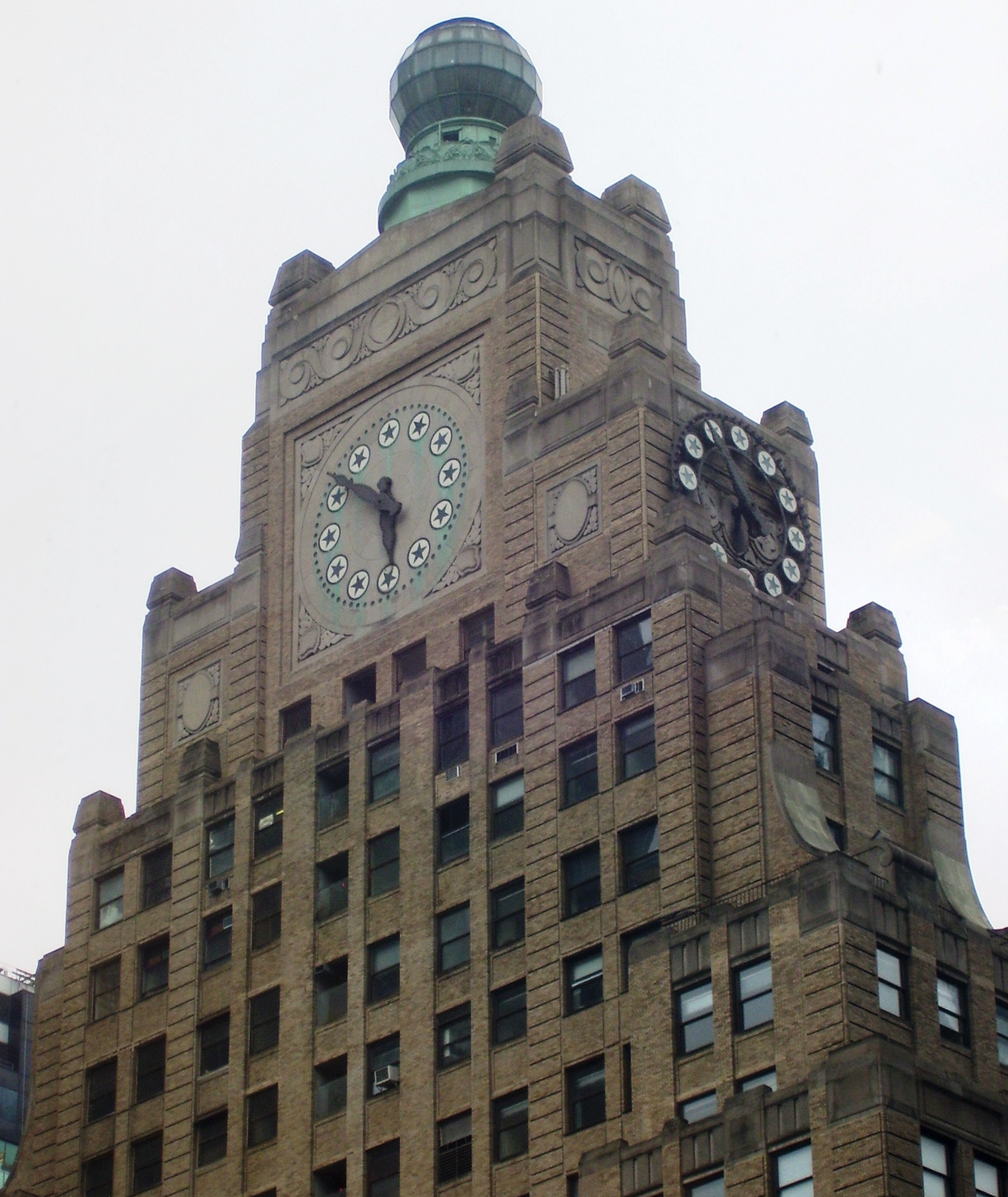
Détails du sommet de l'édifice.